# Bohadlova lípa
Bohadlova lípa je památný strom – lípa malolistá (Tilia cordata) rostoucí v obci Vysoká Srbská na okraji osady Závrchy. Vyhlášena byla v roce 1998 pro svůj vzrůst a jako krajinná dominanta.
- číslo seznamu: 605039.1/1
- obvod kmene 330 cm
- výška: 22 m
- věk: 150 let